# Viervoudige binding
Een viervoudige binding is een covalente binding tussen twee atomen, waarin acht bindingselektronen betrokken zijn. Dit impliceert dat beide atomen 4 elektronenparen met elkaar delen. Stabiele viervoudige bindingen komen voor tussen overgangsmetalen uit het midden van het d-blok, met name renium, wolfraam, molybdeen en chroom. De liganden die op deze overgangsmetalen gebonden zijn, zijn doorgaans π-donoren.
De eerste verbinding met een viervoudige binding die gesynthetiseerd werd was chroom(II)acetaat. Deze verbinding werd reeds in 1844 beschreven door de Franse scheikundige Eugène-Melchior Péligot, hoewel het nog meer een eeuw duurde voordat de bijzondere eigenschappen van de binding erkend werden.

## Structuur, eigenschappen en synthese
In 1964 werd de viervoudige binding voor het eerst gekarakteriseerd door de Amerikaanse scheikundige Frank Albert Cotton, namelijk in het octachlorodirenaat(III)-anion (Re2Cl82−). Deze binding komt tot stand door volgende types orbitaaloverlap:
- Een sigma-binding ontstaan door overlap van twee dz²-orbitalen
- Twee pi-bindingen ontstaan door zijdelingse overlap van een dyz- en een dxz-orbitaal
- Een delta-binding ontstaan door overlap van twee dxy-orbitalen

Dit kan als volgt worden voorgesteld:
De bindingslengte tussen beide reniumionen is zeer kort: 224 pm. Later zijn nog andere vergelijkbare verbindingen gesynthetiseerd, zoals kaliumoctachlorodimolybdaat (K4Mo2Cl8) en diwolfraamtetra(hpp), een complex van wolfraam met hexahydropyrimidopyrimidine (hpp) als ligand. De synthese van deze verbinding start met reactie van wolfraamhexacarbonyl met 1,3,4,6,7,8-hexahydro-2H-pyrimido[1,2-a]pyrimidine en 1,2-dichloorbenzeen bij 200 °C:
Daarbij wordt eerst het dichloorderivaat gevormd, dat met metallisch kalium in THF wordt gereduceerd tot de uiteindelijke verbinding. De volledige reactie is een one-pot-synthese met een opbrengst van 90%.

## Diatomisch koolstof
De valentiebindingstheorie voorspelt dat een viervoudige binding de enige manier is om in diatomisch koolstof (C2) te voldoen aan de octetregel. Echter, volgens de molecuulorbitaaltheorie is dit niet mogelijk. Koolstof bezit daarvoor onvoldoende orbitalen van geschikte symmetrie. De theorie voorspelt dat de binding tot stand komt voor twee elektronenparen in het sigma-systeem (een bindend en een anti-bindend), en twee elektronenparen in het gedegenereerde pi-systeem. Hierdoor komt men tot een bindingsorde van twee, hetgeen impliceert dat er tussen beide koolstofatomen een dubbele binding aanwezig is.